# Русалии
Русалии или калушари, са ритуални игри, които се изпълняват през Русалийската седмица (също наричана Русаля) – седмицата преди Петдесетница, както и в т.нар. поганни дни (мръсни дни) между Рождество Христово и Богоявление.
Обичаят на русалиите е характерен за някои части на България, Румъния и Македония. Той е регистриран още при траките и е разпространен сред власите в цяла Югоизточна Европа. Макар да е известен от старобългарската литература – където постоянно е осъждан като езическа практика, – в големи части от Северна България той е въведен сравнително късно, през XVI – XVIII век, под влашко влияние. Осъдителни коментари, свързани с поведението на практикуващите го в Средновековна Русия на организираните от тях нощни сборища, където местната форма включва поначало смятани за скандални връзки между мъже и жени, както и съвместно къпане в реките, се намират и в руската църковна литература.

## Русалийски игри
Русалийските игри се изпълняват от група мъже с нечетен брой, начело с предводител наричан ватаф. Той обикновено получава длъжността си по наследство, обучен е от своя баща и от ръководи и обучава в русалийския ритуал останалите членове на групата си, които обикновено участват в нея години наред. Облеклото им понякога е обикновено, а в други случаи специално - бели дрехи и по-особени шапки. Калпаците им са окичени с пелин и други билки, а на краката си имат шпори със звънчета. Носят със себе си дълги към 1,5 метра тояги (пръчки за бой) със звънчета, а водачът им – бяло знаме с пришити билки.
Русалиите обикалят по селата, посещавайки домовете, от Спасовден до Петдесетница, като изпълняват магично-шаманистични игри с музикален съпровод, при които винаги мълчат и държат в ръце тоягите си. Някои от танците им имат за цел лекуването по магичен начин на нелечими болести (русалски болести). Те се изпълняват живо, със ситни стъпки и са многофигурни.

## Русалки
С обичаите на Русалиите понякога се свързват и свръхестествени същества, наричани „русалки“, но различаващи се от носещите същото име водни демони от славянската митология. Според легендите за тях, те имат вид на красиви жени с дълги коси и криле и живеят на края на света. Идват в обикновения свят само през пролетта, по време на Русалийската седмица/Русалска неделя, ръсейки ги с роса и така донасяйки плодородие на цъфтящите жита. Преди да започнат сеенето на росата, през нощта срещу Спасовден (Възнесение Господне), тези вълшебници се събират на горски поляни, за да се кичат с растящото там цвете росен, наричано на някои места също русалче, русанлийче, росник. Във фолклора росенът цъфти само до тази нощ, а на следващата сутрин вече нямат цветове, защото са обрани от русалките. В действителност растението цъфти в периода май-юли месец, а падането (респективно - откъсването, представяно като спонтанно окапване) на цветовете му е важен елемент от ритуала ходене на росен. Сеенето на росата, приписвано на русалките, продължава от Спасовден до Петдесетница, а после те празнуват през цялата Русалска неделя. Тогава са като пияни и могат да вредят на хората – обикновено на нарушили забраната за работа, заспали през деня или излезли сами от селото млади жени – предизвиквайки русалска болест.

## Ходене на росен
Ходенето на росен е български народен обичай, широко разпространен в България, както и и сред бесарабските българи. Обичаят изглежда е много стар, тъй като в старобългарски църковни текстове се осъжда като нехристиянско   . Той се базира на вярването в съществуването на русалките и в това, че те берат росен в навечерието на Спасовден. Смята се, че докато берат росена и се подготвят за сеенето на росата на следващия ден, те са в особено добро настроение и са склонни да приложат необикновените си умения за излекуването на тежки болести. Става дума за продължителни болести с неясна причина и неподдаващи се на друго лечение, както и на болести, прихванати на предишната Русалска неделя, за които се смята, че са предизвикани от русалките. При него болният прекарва нощта преди Спасовден на място, където расте росен – росенова ливада – придружаван от човек от противоположния пол, който не е член на семейството му. Тъй като росенът не е много често срещан, нерядко на росеновите ливади се събират по няколко болни, които понякога пътуват от няколко околни села. В тази обстановка може да се предположи, че ще се случат и някои сексуални контакти, с участието на практикуващи обичая, особено предвид това, че ходенето на росен се използва и за лечение на безплодие при жените. Обаче ако такава, дори предполагаемо ялова жена зачене в нощта преди Спасовден (или някъде около този ден) това не й се тълкува, като резултат от прелюбодеяние, а се смята за благодеяние на русалките и въобще за нещо станало по магичен път. Този мотив е широко разпространен във фолклора и се свързва с популярната фраза „Тѐ ти, булка, Спасовден!“, ползвана и в по-широк смисъл, когато нещо (някакво събитие) се е случило внезапно и изненадващо, когато човек най-малко очаква това. Самият ритуал се състои в обдаряване на русалките от страна на болните - със стомна и кърпа, както и украсен хляб, вино, ракия, печена кокошка, риза или чорапи, които те им оставят на ливадата - и престояване там през нощта с надеждата да се възползват от магическите им сили и благоразположението им в нощта срещу Спасовден (с тази цел се носи и купа/паница, която се пълни с вода). През тази нощ болният предполагаемо спи от вечерта, легнал под стръкове росен, а придружителят му след като поставя до главата му купата с водата и подрежда наблизо останалите предмети остава настрани от болния и будува поне до първи петли (до първото пропяване на петлите), когато се смята, че русалките вече са преминали. На сутринта придружителят събужда болния и оглежда паницата за паднали в нея цветове, смятани са знак за излекуване. След това болният отпива от водата и заедно с придружителя си се прибира възможно най-рано, заради поверието, че ако ги види никой по пътя, това би развалило лечебната магия. Те взимат и водата, от която болният трябва да пие по малко през следващите 40 дни.

## Други
На Русалиите са наречени улиците „Русаля“ в кварталите „Изгрев“ и „Дианабад“ (Карта), „Русалка“ в квартал „Орландовци“ (Карта) и „Русалски лък“ в квартал „Сухата река“ (Карта) в София.
Село Русаля, област Великотърновска, също носи името на Русалиите.